# 中國佛教史
佛教傳入中國始於漢朝。最流行的傳說是，漢明帝夢見「金人」，於是遣使求法，立白馬寺於洛城雍門西。在中国传播的佛教包括漢傳佛教、藏传佛教及中国南方的上座部佛教。

## 汉传佛教

### 先秦
據說佛教在漢朝之前就已傳入中國，但是這些說法多屬傳說性質，禁不起考證，如王嘉《拾遗记》載，燕昭王七年（前317年）“沐胥（即印度）之國來朝有道術人名尸羅荷錫持瓶，云：‘發其國五年乃至燕都’”。是“佛法入中国之始”。
《列子·仲尼篇》 載：“丘闻西方有圣人焉”，因此唐代道宣認為“孔子深知佛为大圣”。今傳本《列子》經考證，為魏晉時人偽作。
費長房《歷代三寶紀》卷一載秦始皇四年（公元前243年）沙門釋利防等一十八賢者攜經來化秦始皇，秦始皇不信佛教，把他们关进牢里。半夜，有金刚打破牢狱把释利防等人救走。唐代法琳《破邪論》也有此说。梁启超在《佛教之初输入》认为此事可信。

### 漢朝

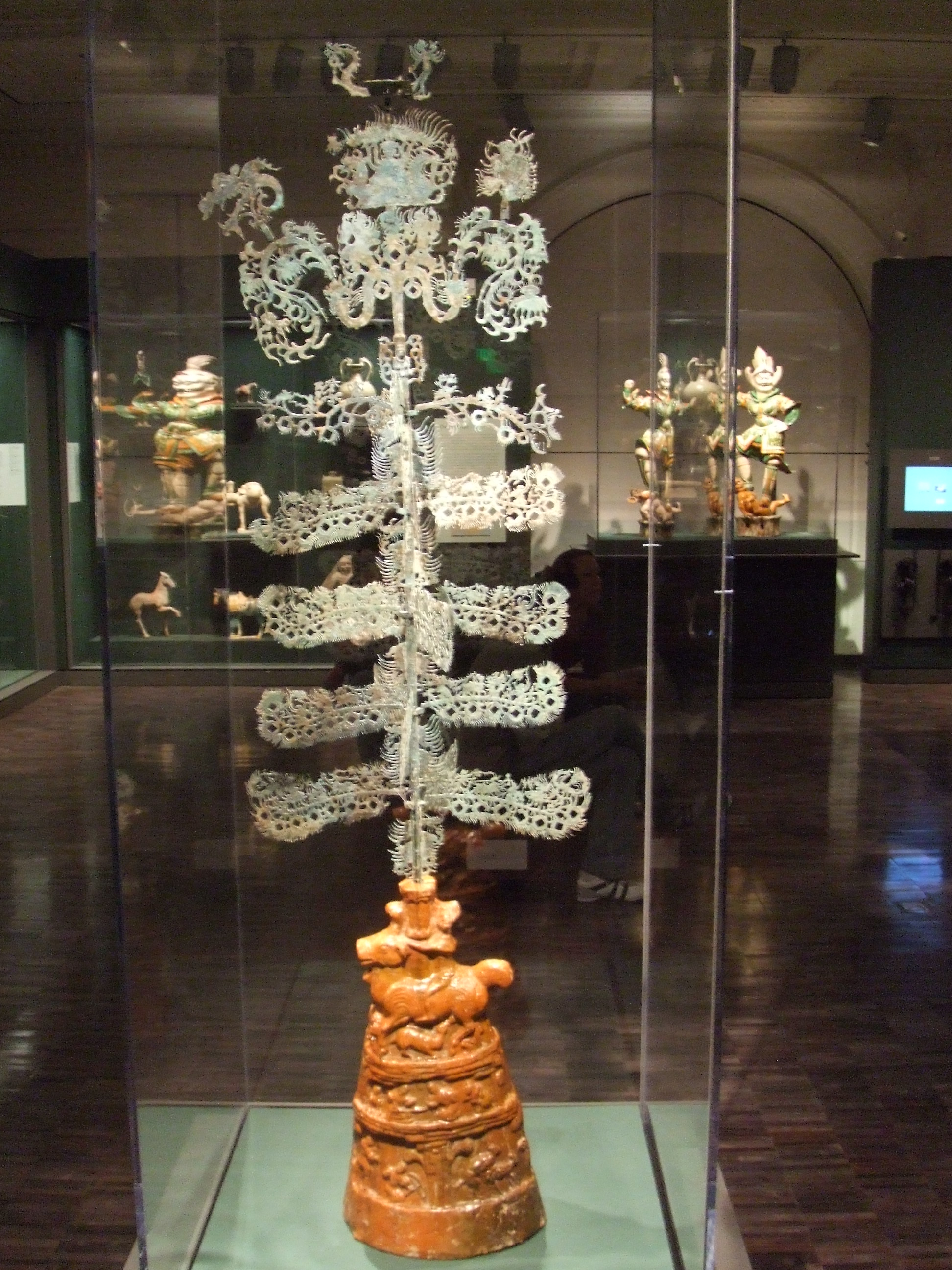
東漢四川的搖錢樹，西王母在佛像上方

永平八年（65年），刘英“学为浮屠斋戒祭祀”，汉明帝在给刘英的诏书中褒奖他“尚浮屠之仁祠，絮斋三月，与神为誓”。
在佛教史上，多以漢明帝永平十年（67年），迦葉摩騰與竺法蘭以白馬馱經像來華，是為佛教傳入中國之年。韩愈在上唐宪宗的《论佛骨表》中也说，“佛者，……自后汉时流入中国……汉明帝时始有佛法”。
《後漢書·卷八十八·列傳·西域傳·第七十八》：「世傳明帝夢見金人，長大，頂有光明，以問群臣。或曰：『西方有神，名曰佛，其形長丈六尺而黃金色。』帝於是遣使天竺問佛道法，遂於中國圖畫形像焉。楚王英始信其術，中國因此頗有奉其道者。後桓帝好神，數祀浮圖、老子，百姓稍有奉者，後遂轉盛。」梁代慧皎《高僧傳》記載：“漢明帝夢一金人於殿廷，以占所夢，傅毅以佛對。帝遣郎中蔡愔前往天竺。愔等於彼遇見摩騰、竺法蘭二梵僧，乃要還漢地，譯《四十二章經》，二僧住處，今雒陽門白馬寺也。”
一說張騫在西域時即聽說有佛教。《魏书·释老志》记载：“及开西域，遣张骞使大夏还，传其旁有身毒国，一名天竺，始闻有浮屠之教。” 《后汉书·西域传》关于身毒国（印度）记述：“天竺一名身毒，在月氏之东南数千里，俗与月氏同，而卑湿暑热。其国临大小，乘象而战。其人弱于月氏，修浮图道，不杀伐，遂以成俗。”
東漢漢桓帝建和元年（147年）安息太子安世高東來洛陽，致力譯經二十餘年，譯有《安般守意經》、《陰持入經》、《四諦經》、《八正道經》、《切流摄守因经》和《本相猗致经》等三十餘部，后历经散失，现存22种，26卷。安世高是中國翻譯佛經的第一人，傳譯以小乘經論為主。
桓帝末年支婁迦讖至洛陽，譯有經典十四部二十七卷，皆大乘佛學，為大乘經漢譯之始，其中以《道行般若經》、《首楞嚴三昧經》和《般舟三昧經》為最。
《三國志·魏志·東夷傳》注引西漢末：“哀帝元壽元年（前2年），博士弟子秦景憲受大月氏使臣伊存口授《浮屠經》。”

### 魏晉
东晋时后赵中书著作郎王度，向石虎奏说：“佛出西域，外国之神，功不施民，非天子、诸华所应祠奉。往，汉明感梦，初传其道，唯听西域人得立寺都邑，以奉其神，其汉人，皆不得出家。魏承汉制，亦循前轨。今大赵受命，率由旧章，华戎制异，人神流别，外不同内，飨祭殊礼，荒夏服祀，不宜杂错。国家可断赵人悉不听诣寺烧香、礼拜，以遵典礼。其百辟卿士、下逮众隶，例皆禁之。其有犯者，与淫祀同罪。其赵人为沙门者，还从回民之服。”石虎驳斥：“朕生自边壤，黍当期运，君临诸夏。至于飨祀，应兼从本俗。佛是戎神，正所应奉！”
東晉高僧慧遠在廬山東林寺組織蓮社，弘揚西方淨土法門，為中國淨土宗初祖。
東晉高僧法顯在弘始二年（400年）從長安出發到印度取經，於義熙八年（412年）歸國，著有《佛國記》一書記錄西行見聞，是佛教史的重要文獻。

### 南北朝
毛先舒在《詩辯坻》中說：“六朝釋子多賦豔詞，唐代女冠恒于曲宴。”
後秦弘始三年（401年），姚興攻滅後涼，呂隆出降，是年十二月二十日鳩摩羅什抵長安，以國師之禮待之，信徒數千人，公卿以下皆奉佛，羅什育有二子，又在姚興的逼迫之下娶了十名伎女，“诸僧多效之。什乃聚针盈钵，引诸僧谓之曰：‘若能见效食此者，乃可畜室耳’。因举匕进针，与常食不别。诸僧愧服，乃止。”。此后在俗10年間，潜心钻研佛学，将梵文经卷译成漢文，并广收门徒。羅什所譯《金剛經》、《阿彌陀經》、《法華經》、《維摩經》、《大智度論》等在漢傳佛教地區流傳很廣。
北魏太武帝起初信奉佛教，后改信道教，下令禁止王公士族庶人供养僧侣，50岁以下的僧侣还俗。太平真君七年（446年）诏：“诸有佛图、形像及胡经，尽皆击破焚烧，沙门无少长悉坑之。”唐代道宣《集古今佛道论衡》记载：“以太平七年，遂灭佛法。分军四出，烧掠寺舍，统内僧尼，无少长坑之！其窜逸者，捕获枭斩！”
高僧慧文領悟「一心三智」、「一心三觀」的禪法，天台宗推崇其為初祖。
梁武帝蕭衍提倡尊儒崇佛，並曾多次捨身出家，普通八年（527年）三月八日，第一次前往同泰寺捨身出家，三日後返回，大赦天下，改年號大通；大通元年（529年）九月十五日，第二次至同泰寺舉行「四部無遮大會」，脫下帝袍，換上僧衣，捨身出家，九月十六日講解《涅槃經》，二十五日由群臣捐錢一億，向「三寶」禱告，請求贖回「皇帝菩薩」，二十七日蕭衍還俗；大同元年（546年）四月十日，蕭衍第三次出家，這次群臣用兩億錢將其贖回；太清元年（547年），三月三日蕭衍又第四次出家，在同泰寺住了三十七天，四月十日朝廷出資一億錢贖回。
禪宗初祖菩提達摩來華，將禪宗傳入中國。

### 唐朝
武德四年（621年）六月二十一日。太史令傅奕上“废省佛僧表”称：“胡佛邪教，退还天竺，凡是沙门，放归桑梓。令逃课之党，普乐输租；避役之曹，恒忻效力，勿度小秃长揖国家。”
唐初玄奘法師主持佛經翻譯事業，有「五不翻」：
- 一祕密故，如陀羅尼。
- 二含多義故，如薄伽梵具六義。
- 三此無故，如閻淨樹中，夏實無此木。
- 四順古故，如阿耨菩提，非不可翻，而摩騰以來常顧梵音。
- 五生善故，如般若尊重智慧輕淺。…

玄奘所譯《般若波羅蜜多心經》、《藥師琉璃光如來本願功德經》、《瑜伽師地論》在中國廣為流傳，他將印度唯識宗傳入中國，後來形成法相宗。
武則天寵信白馬寺主僧懷義，胡作非為，《資治通鑑》卷二〇三，垂拱元年載： 
|  | 太后修故白馬寺，以僧懷義為寺主。……出入乘御馬，宦官十餘人侍從。士民遇之者皆奔避，有近之者，輒撾其首流血，委之而去，任其生死。見道士則極意毆之，仍髟其髮而去。……多聚無賴少年，度為僧，縱橫犯法。 |

法藏弘揚《華嚴經》，武則天封他為賢首國師，華嚴宗興起。
禪宗六祖惠能主張直指人心、見性成佛的頓悟，而北宗神秀主張漸修。惠能弟子荷澤神會於730年滑台大會辯倒了神秀門人，使得「南宗」成為中國禪宗正統。
唐代宗深信佛教，“常于禁中饭僧。有寇至，则令僧讲《仁王经》以禳之，寇去则厚加赏赐。胡僧不空，官至卿、监，爵为国公，出入禁闼，势移权贵。”
唐中宗時，胡僧慧範交游权贵，以功加银青光禄大夫。桓彦範上表论慧範执左道挠乱时政，请予正法，中宗不予理睬。唐睿宗时，慧範仗着太平公主的势力侵夺民田，御史大夫薛谦光、殿中侍御史慕容珣上疏弹劾。
李绅对于僧徒一向蔑视，“多咄叱而出”，有僧人向李绅宣传因果报应。他问：“阿师从何处来？”僧答：“贫道从来处来。”李绅将他痛打二十下，说：“任从去处去！”
李膺曾处理僧人结党屠牛捕鱼事：“违西天之禁戒，犯中国之条章，不思流水之心，辄举庖丁之刃，既集徒侣，须务极刑，各决三十，用示伽蓝。”
韩滉处理僧云晏五人聚集赌钱之事：“正法何曾持具（具足戒），空门不积馀财。白日既能赌博，通宵必醉樽罍。强说天堂难到，又言地狱长开。并付江神收管，波中便是泉台。”
韩滉擔任镇海军节度使时，京师爆发了泾原兵变，唐德宗出逃。韩滉“毁撤上元县佛寺、道观四十馀所，修坞壁，建业抵京岘，楼雉相属，以佛殿材于石头城缮置馆第数十”，又“以佛寺铜钟铸弩牙兵器，时滉以国家多难，恐有永嘉渡江之事，以为备预，以迎銮驾，亦申儆自守也。”
唐憲宗元和十四年（819年），鳳翔府法門寺護國真身塔內的一節釋迦牟尼佛指骨，被送往帝都以迎福納祥。刑部侍郎韓愈上表反對：
|  | 漢明帝時始有佛法，明帝在位才十八年耳，其後亂亡相繼，運祚不長。宋齊梁陳元魏以下，事佛漸謹，年代尤促，唯梁武帝在位四十八年，前後三度捨身施佛，宗廟之祭，不用牲牢，晝日一食，止於菜果，其後竟為侯景所逼，餓死臺城，國亦尋滅，事佛求福，乃更得禍。 伏以佛者，夷狄之一法耳，自後漢時流入中國，上古未嘗有也。昔者黃帝在位百年，年百一十歲；少昊在位八十年，年百歲；顓頊在位七十九年，年九十八歲；帝嚳在位七十年，年百五歲；帝堯在位九十八年，年百一十八歲；帝舜及禹年皆百歲，此時天下太平，百姓安樂壽考，然而中國未有佛也。其後殷湯亦年百歲，湯孫太戊在位七十五年，武丁在位五十九年，書史不言其年壽所極，推其年數，蓋亦俱不減百歲。周文王年九十七歲，武王年九十三歲，穆王在位百年，此時佛法亦未入中國，非因事佛而致然也。 |

《資治通鑑》卷二四〇，元和十四年正月條記載：
|  | 中使迎佛骨至京師，上留禁中三日，乃歷送諸寺，王公士民瞻奉施捨，惟恐弗及，有竭產充施者，有燃香臂頂供奉者。形部侍郎韓愈上表切諫，……上得表大怒，出示宰相，將加愈極刑。 |

陳善在《捫蝨新話》批評韓愈：“今之與佛老辨者，皆未嘗涉其流者也，而欲以一己之見破二氏之宗，譬如與人訟，初不知置詞曲直所在，而曰吾理勝，其誰肯信之。”
唐敬宗宝历二年（826年），亳州盛传圣水，有妖僧以每斗水三贯钱牟取暴利。李德裕上疏说：“昨点两浙、福建百姓渡江者，日三五十人。臣于蒜山渡已加捉搦。若不绝其根本，终无益黎氓。……乞下本道观察使令狐楚，速令填塞，以绝妖源。”
唐武宗会昌五年（845年）大规模毁佛，共毁寺院4,600余所，勒令还俗僧尼达260,500人，没收良田数千万顷，奴婢15万人，史称“會昌毀佛”或“會昌法難”。《因话录》卷4说：“庸僧以名系功德使，不惧台省府县，以士流好窥其所为，视衣冠过于仇雠。”

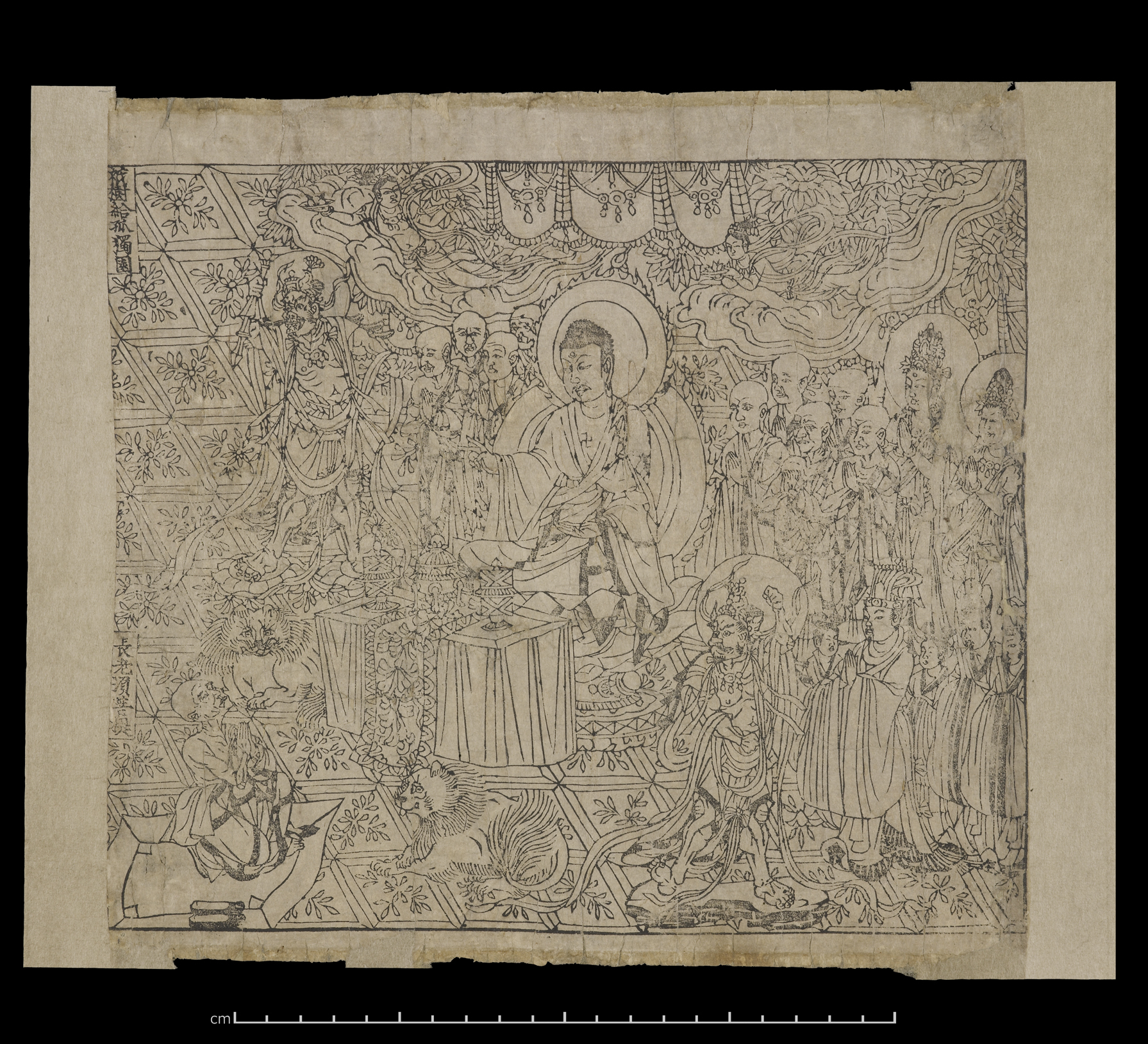
敦煌出土的唐代《金剛經》為世界上現存最早的印刷書籍，现藏于大英图书馆。

唐懿宗咸通九年（868年）雕版印刷的《金剛經》為世界上現存最早的印刷品，在敦煌出土。

### 五代十國
後周世宗柴榮顯德二年（955年）廢天下佛寺，以佛像銅料鑄行“周元通寶”，錢質與鑄量均居五代之冠，其毀佛行為，史稱“三武（北魏太武帝、北周武帝和唐武宗）一宗”，他说：“佛祖说以身世为轻，以利和为急，使其真身尚在，敬利于世，犹欲割截，岂有所惜哉！”
。司馬光評述周世宗“毀佛”：“若周世宗，可謂仁矣！不愛其身而愛民；若周世宗，可謂明矣！不以無益廢有益。”

### 宋朝

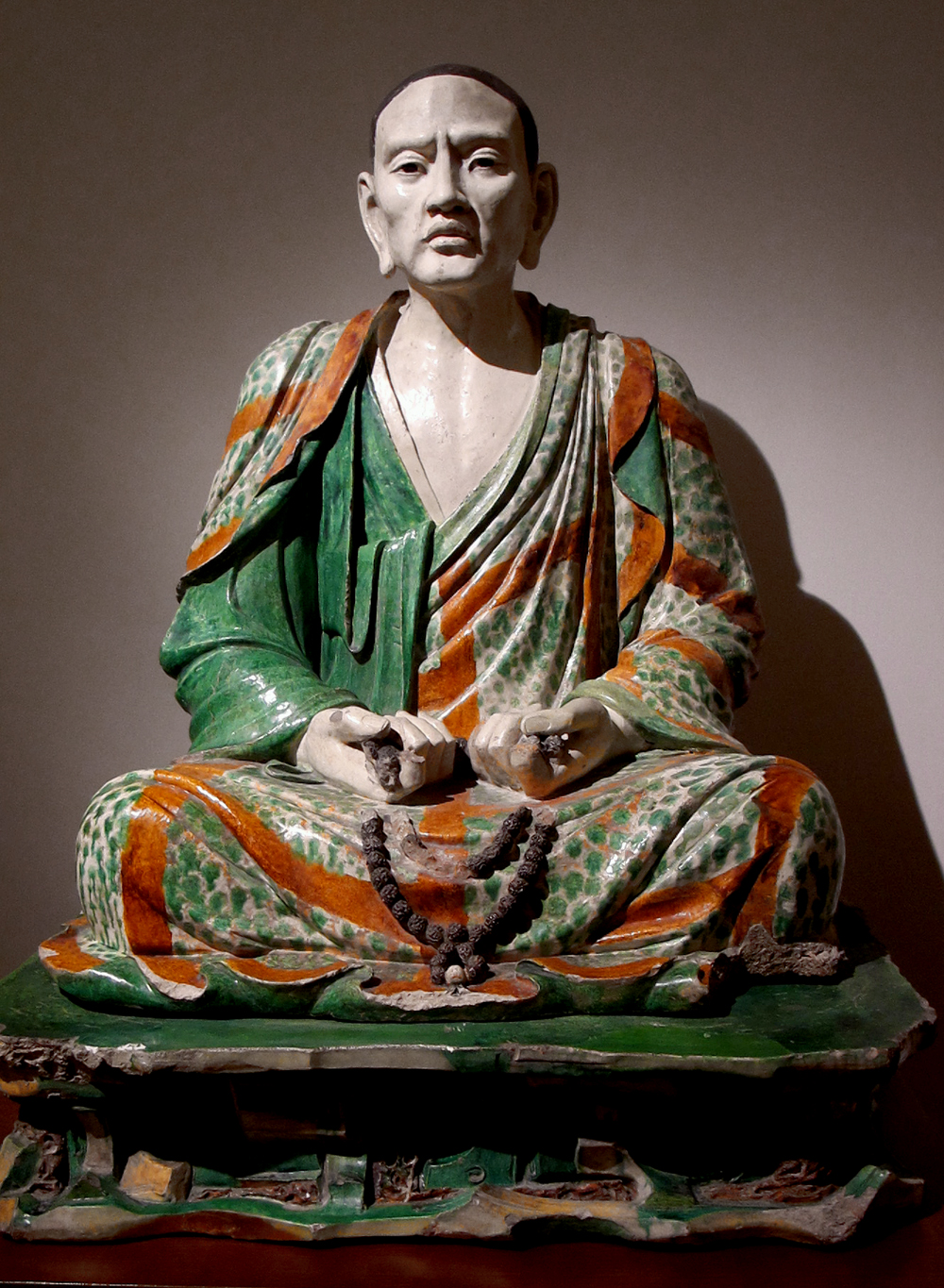
遼金時期跋陀羅尊者三彩像

宋初，宋廷對佛教採取保護政策，有李藹作《滅邪集》反佛，宋太祖說他“非毀佛教，誑惑西姓”，把他發配沙門島。
《中国佛教史——宋朝佛教文化事业》记载：“宋太祖开宝四年（971年）令高品张从信去四川益州开刻大藏经，于太平兴国八年（983年）完成，这是中国第一部木雕藏经……”这就是著名的《开宝藏》，亦称《蜀藏》。
宋太宗特设译经院，並分译经、校经、印经三部，由印度僧人天息斋、法天主持释译佛经，宋太宗还撰写了《莲华回文偈》，称“朕机务之暇，留心释典，乃构回文之偈，精求玄妙之源”。
天禧五年（1021年），僧眾人數達397,615人，尼眾61,240人，寺院4萬餘所，成為宋朝佛教最發達的一個時期。
南宋嘉泰二年（1202年），有奏曰：道民“喫菜事魔，所谓奸民者也，自植党与，十百为群，扶持妖教，聋瞽愚俗，或以修路建桥为名，或效诵经焚香为会，夜聚晓散，男女无别，所至各有渠魁相统……假名兴造，自丰囊囊，创置私庵，以为逋逃渊薮”，请禁止流行。

### 明朝
景泰年间，太监兴安“佞佛甚于王振，请帝于大兴县东大市街之西北建大隆福寺，费数十万，以太监尚义、陈祥、陈谨、工部左侍郎赵荣董之，四年三月功成。”，莊严可与大兴隆寺媲美。《明典匯》載：“隆福寺成，车架择日临幸，……大学士济宁杨浩上疏言，陛下即位之初，首幸太学，海内之士，闻风而睹，今乃（又）弃儒学而崇佛，岂可垂范后世耶？”
万历年间《顺天府志》：“风会之趋也，人情之返也，（开）始未尝不朴茂，而后渐以漓，其流殆益甚焉。（社会）大都薄骨肉而重交游，厌老成而尚轻锐，以宴游为佳致，以饮博为本业。（人民）家无担石（之储）而饮食服御拟于巨室，囊若垂罄而典妻鬻子以佞佛进香，（更）甚则遗骸未收，即树幡叠鼓，崇朝云集，噫，何心哉！德化凌迟，民风不竟。”
明末蓮池祩宏主張儒釋道三教合一，禪淨雙修，成為當時主流。

### 民國
1908年，楊文會在金陵刻經處開辦祇洹精舍，成為中國史上第一所新式佛教教育機構。1922年歐陽竟無、呂澂等人在南京成立支那內學院，促進唯識宗復興與佛學研究風氣。民國初年許多知識份子輕視佛教，太虛大師發起佛教改革運動，主張整頓「中國佛教會」，主張推行貼近民眾生活的「人生佛教」，設立武昌佛學院，擔任閩南佛學院院長，派人學習南傳佛教與藏傳佛教翻譯其經典。其弟子印順導師提倡人間佛教，主張注重「此時、此地、此人」的佛教，而非注重「死後、他方、他力」的佛教。
陳寅恪提到，“我偶取金剛經對勘一過，其注解自晉唐起至俞曲園止，其間數十百家，誤解不知其數。我以為除印度西域外國人外，中國人則晉朝唐朝和尚能通梵文，當能得正確之解，其餘多是望文生義，不足道也。隋智者大師天台宗之祖師，解悉檀二字，錯得可笑。好在天台宗乃儒家五經正義二疏之體。說佛經，與禪宗之自成一派，與印度無關者相同，以不要緊也。…”

## 藏传佛教

### 元朝
中統五年（1264年），元世祖以國師八思巴为總制院院使，掌管全国佛教事物。“发诸卫军六千八百人，给护国寺修道”，“自有天下，寺院田产，二税尽蠲免之，并令缁侣安心办道。” 自此藏传佛教地位穩固，“百年之间，朝廷所以敬礼而尊信之者，无所不用其至。虽帝后妃主，皆因受戒而为之膜拜。正衙朝会，百官班列，而帝师亦或专席于坐隅。”，大规模赐田赐钞之風，“凡天下人迹所到，精蓝胜观，栋宇相望”。
至元二十八年（1291年）境内有寺4万2千余所，僧尼21300余人。
成宗大德元年（1297年），建临洮寺、万寿依国寺。大德五年（1031年），“赐昭应宫、兴教寺地各百顷，兴教寺仍赐钞万五千锭；上都乾元寺地九十顷，钞皆如兴教之数；万安寺地六百顷，钞万锭，南寺地百二十顷，钞如万安之数。”
元顺帝时，佛事的费用支出，較元世祖時，“岁增金38锭，银203锭40两，缯帛61600余匹，钞29250余锭”。

### 清朝
满族最早信仰薩滿教，金代佛教盛行，後金亦受其影響，皇太极与西藏达赖喇嘛五世罗桑嘉措建立关系。滿清入關後，《大清律例》规定，不许私建或增置寺院，不许私度僧尼。清初各省官建大寺6073处，小寺6409处；私建大寺8458处，小寺58682处。有僧110292人，尼8615人。

## 上座部佛教
上座部佛教又称南传佛教。隨著佛教在公元1世紀開始由印度向東方傳入，上座部佛教與大乘佛教同期傳入中國，中國開始有大量由梵文譯作中文的佛經，當中以安息三藏安世高譯出大量上座部佛經。
除了少数的汉族南传佛教徒外，居住在云南的傣族、布朗族和德昂族都是全民信奉上座部佛教。西双版纳、孟连、耿马的男童也会到佛寺里当一段时间的小沙弥，同时学习傣文和佛教教义，少则数月，多则数年。